# جهان ایران‌شناسی
جهان ایران‌شناسی کتابی از شجاع الدین شفا است که در سال ۱۳۴۸ منتشر و برندهٔ جایزه کتاب سال سلطنتی شد.